# Pohnpei
Die Insel Pohnpei (vor dem 8. November 1984 Ponape, früher auch Ascension Island) ist die größte Insel des zu den Föderierten Staaten von Mikronesien gehörenden Bundesstaates Pohnpei. Auf Pohnpei liegt Palikir, die neue Hauptstadt der Föderierten Staaten von Mikronesien. Größte Stadt, Wirtschaftszentrum und Standort des Flughafens der Insel ist Kolonia, die Hauptstadt des Bundesstaates Pohnpei.

## Geographie
Die Insel Pohnpei ist vulkanischen Ursprungs und gehört zu den Senjawin-Inseln, die wiederum zum Archipel der Karolinen im westlichen Pazifik zählen. Die Landfläche einschließlich Nebeninseln beträgt 334 km². Das umlaufende Saumriff schließt eine Lagunenfläche von 178 km² ein. Innerhalb des Saumriffs und auf ihm liegen über 30 weitere Inseln und Inselchen, von denen einige bewohnt sind und mehrere Dörfer aufweisen.
Die Insel gliedert sich in verschiedene Landschaften: Die Küste besteht überwiegend aus Mangrovenwäldern, an die sich grasbedeckte Ebenen anschließen. Das Hochland ist bewaldet.
Im Bergland im Inneren von Pohnpei wurden Regenfälle von bis zu 7600 mm pro Jahr gemessen. Die Insel ist damit einer der regenreichsten Plätze auf der Erde.

## Geschichte

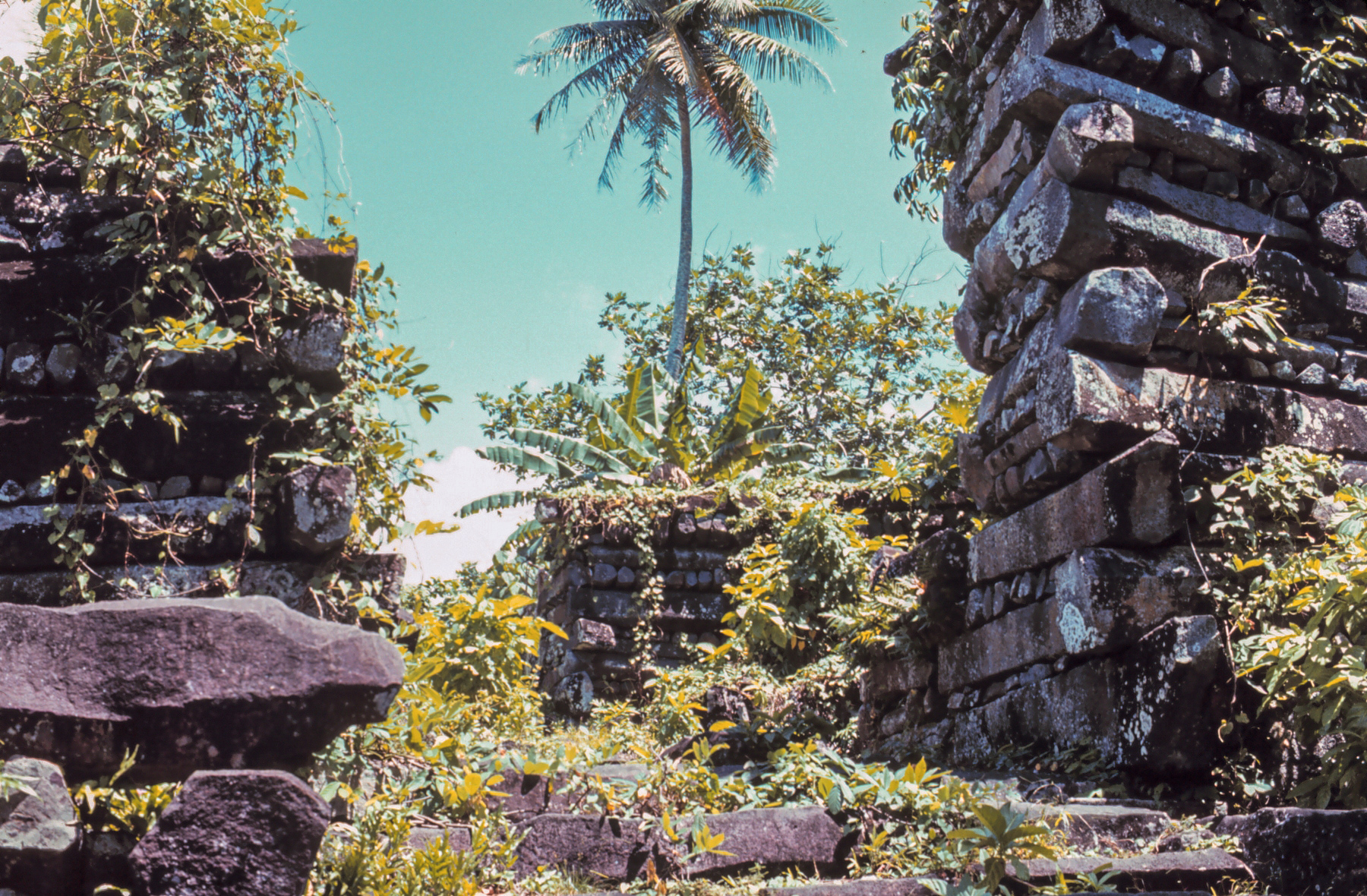
Ruinen von Nan Madol

Das alte spanische Fort auf Ponape, Aufnahme um 1910

Blick auf die Bucht und Berge von Ponape um 1910

Pohnpei wurde wahrscheinlich im 1. Jahrtausend v. Chr. von Polynesien aus besiedelt.
Auf der Insel existierte in vorkolonialer Zeit eine hochentwickelte Kultur, von deren Leistungen die Ruinen von Nan Madol zeugen. Die aktive Periode dieser Kultur ist wissenschaftlich umstritten und wird zwischen dem Jahr 200 v. Chr. und dem Jahr 1200 n. Chr. datiert.
Ab dem 16. Jahrhundert lag Pohnpei innerhalb des Gebietes, das offiziell den Osten von Spanisch-Ostindien bildete. Entdeckt wurde die Insel allerdings erst 1828 durch den russischen Entdeckungsreisenden Friedrich Benjamin von Lütke. Es ist nicht klar, wer die nächsten Besucher waren, aber als Kapitän J.H. Eagleston mit der Bark Peru die Insel am 3. Januar 1832 sichtete, war diese bereits als „Ascension Island“ auf den Seekarten verzeichnet.
Ab 1886 beanspruchten die Spanier die Karolinen und begannen, ihre Autorität auch politisch zu untermauern. Sie gründeten die Stadt Santiago de la Ascensión, das heutige Kolonia (spanisch für Kolonie), und errichteten mehrere Regierungsgebäude, eine Festung, eine Kirche und eine Schule. Spanische Kapuzinerbrüder wurden ebenfalls von Manila nach Pohnpei geschickt, um den katholischen Glauben zu predigen.
Nach dem Spanisch-Amerikanischen Krieg von 1898 wurde die Insel mit dem Deutsch-Spanischen Vertrag von 1899 durch Verkauf deutsche Kolonie und Sitz des Bezirkes Ponape. Zu dieser Zeit lebten ungefähr 3000 Menschen in fünf „Staaten“: Not, Sokehs, U, Kiti und Metalanim. Diese Gebiete wurden später auch districts genannt und in sections untergliedert. 1902 richtete die Jaluit-Gesellschaft eine Plantage mit einer dampfbetriebenen Sägemühle auf der Insel ein. 1905 verwüstete ein Taifun Teile Pohnpeis. Am 18. Oktober 1910 begann der Aufstand der Sokehs, der am 22. Februar 1911 beendet war. Am 24. Februar wurden einige der Sokehs hingerichtet, nachdem sie vorher an einem Gottesdienst teilnahmen und die Beichte ablegen durften. Ein Teil des Stammes wurde auf andere deutsche Südseeinseln verbannt und dort zur Zwangsarbeit eingesetzt. Die Verbannten kehrten erst nach Ankunft der Japaner nach Ponape zurück.
Im Ersten Weltkrieg lagen bei Kriegsausbruch vom 1. bis zum 6. August 1914 die beiden deutschen Panzerkreuzer Scharnhorst und Gneisenau unter dem Kommando von Vizeadmiral Graf Spee vor Ponape und entledigten sich dort ihrer brennbaren Materialien. Von Honolulu kommend traf noch der kleine Kreuzer Nürnberg ein.
Mit dem Versailler Vertrag übernahm Japan als Mandat des Völkerbundes die Kontrolle über alle deutschen Kolonialbesitzungen nördlich des Äquators, darunter auch über Pohnpei zusammen mit den übrigen Karolinen. In den folgenden Jahren und während des Zweiten Weltkrieges bestand die japanische Garnison aus etwa 2000 Mann der kaiserlichen japanischen Marine unter Hauptmann Jun Naito und 5984 Mann der kaiserlichen japanischen Armee unter Generalleutnant Masao Watanabe. Pohnpei wurde im Pazifikkrieg während des Zweiten Weltkrieges von den US-Streitkräften nicht direkt im Rahmen des „Island Hopping“ angegriffen, sondern umgangen. Des Öfteren wurden aber japanische Stellungen bombardiert oder beschossen, so unter anderem am 1. Mai 1944 von den Schlachtschiffen Massachusetts, Alabama und Iowa  sowie durch Luftangriffe vom Leichten Flugzeugträger Cowpens. Nach dem Krieg wurden japanische Staatsangehörige von der US-Marine nach Japan zurückgeführt und Pohnpei wurde Teil des Treuhandgebietes Pazifische Inseln der USA.
Am 10. Mai 1979 ratifizierte Pohnpei die Verfassung der Föderierten Staaten von Mikronesien und wurde mit der offiziellen Unabhängigkeit am 3. November 1986 integraler Bestandteil dieser neuen Nation.

## Wirtschaft
Die Wirtschaft Pohnpeis ist vom Tourismus geprägt. Ebenso spielt der Anbau landwirtschaftlicher Erzeugnisse für den Export eine gewisse Rolle. Es wird versucht, mit Fangrechten für Thunfisch Geld zu verdienen.
Die verschiedenen Einrichtungen der föderalen Regierung sind der größte Arbeitgeber.

## Persönlichkeiten
- Peter Christian (* 1947), Politiker
- Beauleen Carl-Worswick (* 1962), Juristin
- Debra Daniel (* 1991), Schwimmerin

## Belletristik
- Sibylle Knauss: Die Missionarin, Roman. Hoffmann und Campe, Berlin 1997, ISBN 3-455-03866-2.

## Karte

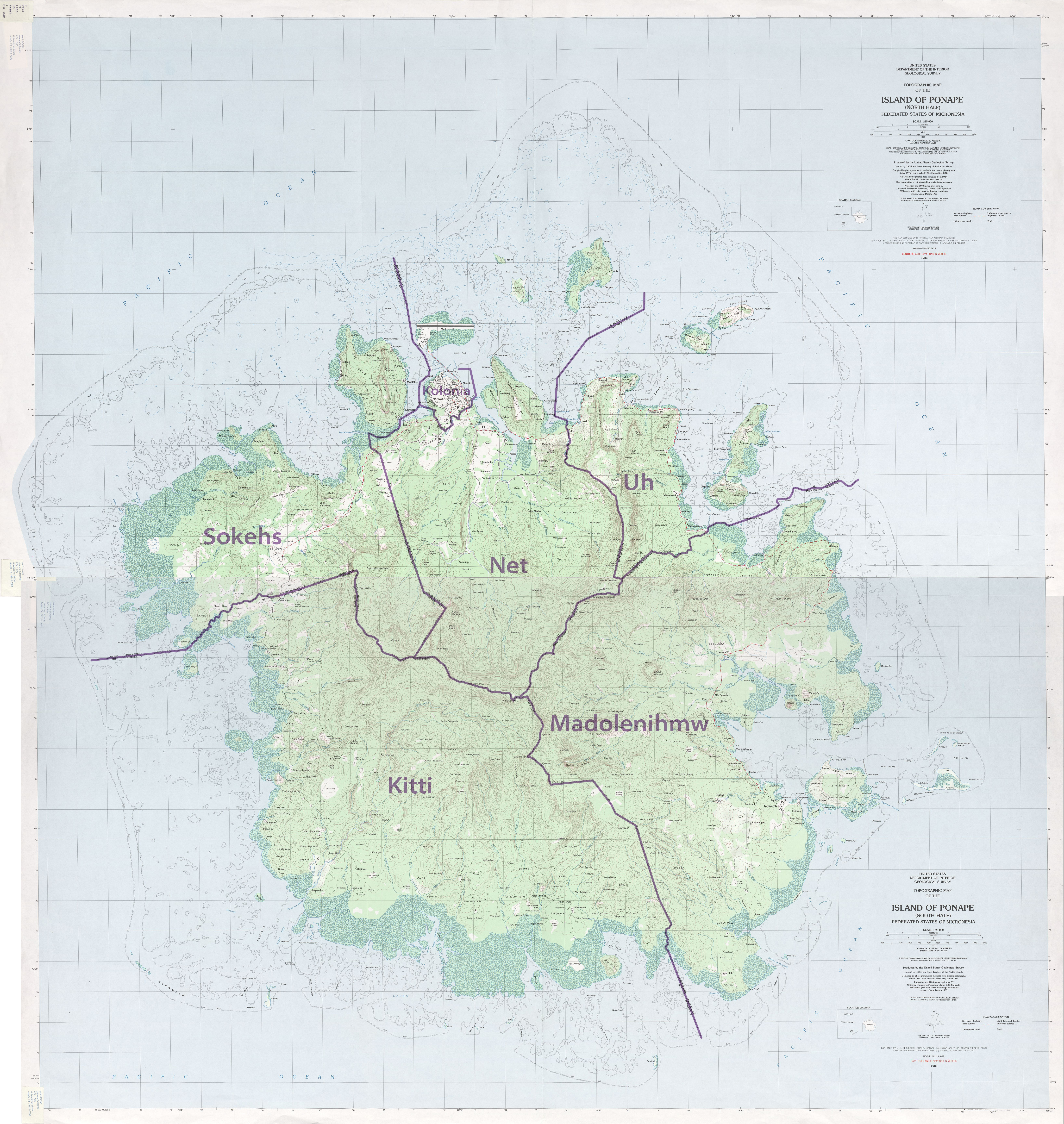
Pohnpei (Karte)